# Pacatus
Pacatus (griechisch Pakatos) war ein römisches und gallorömisches Cognomen, das insbesondere in der Spätantike auftrat. Der bekannteste Namensträger ist der Redner und Dichter Latinus Pacatus Drepanius (4. Jahrhundert n. Chr.).
Bekannte Namensträger sind, in chronologischer Ordnung:
- Pacatus (Toreut), römischer Toreut (Metallbildner), tätig in Oberitalien oder Niedergermanien (2. Hälfte des 1. Jahrhunderts n. Chr.)
- Gaius Prastina Pacatus, Suffektkonsul 160[1]
- Pacatus (Töpfer), Töpfer in Aquincum (2. Jahrhundert)
- Latinus Pacatus Drepanius, gallorömischer Redner und Dichter, bekannt durch seinen Panegyrikus auf Theodosius I. aus dem Jahr 389 n. Chr.
- Claudius Iulius Pacatus, Statthalter Kampaniens (consularis Campaniae) unbekannter Zeit
- Pacatus (gallischer Bischof), gallischer Bischof, präsent auf dem Konzil von Serdica 342/343, Anhänger Athanasius des Großen
- Pacatus von Equizetum, Bischof von Equizetum in Mauretania Sitifensis zur Zeit Hunerichs (2. Hälfte des 5. Jahrhunderts)
- Pacatus von Vicus Ateri, Bischof von Vicus Ateri in Byzacena, Nordafrika